# Rue Jarry (Montréal)
Pour les articles homonymes, voir Jarry.

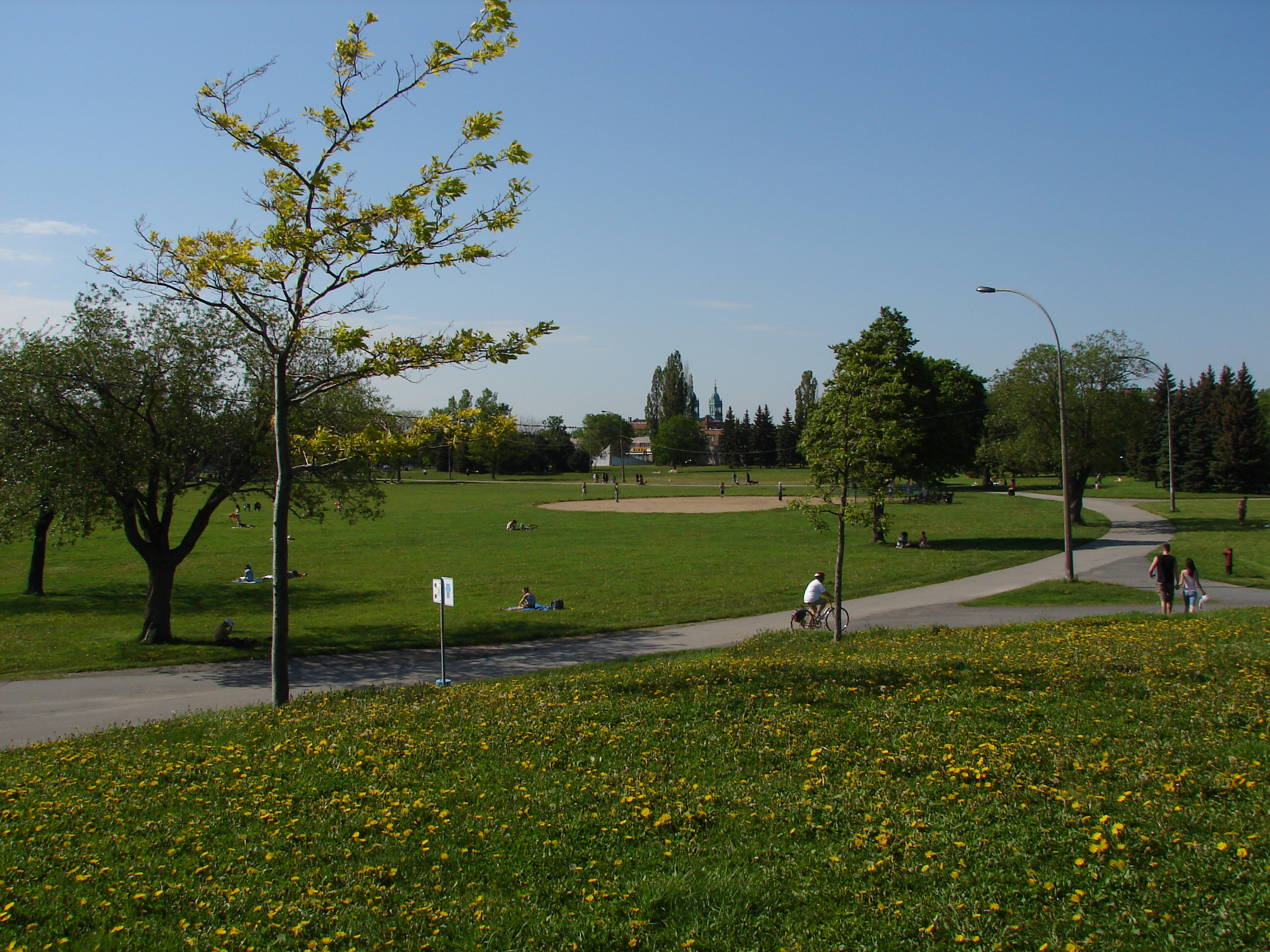
Parc Jarry

La rue Jarry est une voie de l'île de Montréal.

## Situation et accès
Cette rue d'orientation est-ouest s'étend du Boulevard de l'Acadie (à l'ouest) jusqu'au Boulevard Ray-Lawson (à l'est). À noter que cette rue est coupée en 2 parties des suites de la construction de l'autoroute 25 (le Boulevard Louis-Hippolyte-Lafontaine). 
Bizarrement, la rue Jarry et le parc Jarry ne rappellent pas la même personne. Alors que le Parc honore le nom de Raoul Jarry, la rue Jarry honore Bernard Bleignier dit Jarry, cultivateur et propriétaire de la terre à travers laquelle cette voie fut ouverte un peu plus de deux siècles plus tard. 
Montréal possède aussi une station de métro qui se nomme Jarry à l'intersection de la rue Berri.

## Origine du nom
Elle porte le nom de Stanislas Bleignier dit Jarry, maire de Ville Saint-Laurent de 1908 à 1909.

## Historique
En 1650 Jean Descaries reçoit des mains du sieur Paul de Chomedey, sieur de Maisonneuve un total de 31 arpents sur l'île de Montréal, puis en 1677 le supérieur du Séminaire de Saint-Sulpice et représentant des seigneurs de l'île, François Dollier de Casson, lui concède une autre terre, grande de quatre-vingts arpents. À sa mort, ses fils Paul, Michel et Louis héritent de ses terres et en poursuivent le défrichage le long de la Coste Saint-Michel (la future Coste Saint-Laurent).
À la suite de la signature de la grande paix en septembre 1701, qui met fin aux hostilités entre colons et Iroquois, la colonisation de l'île de Montréal reprend progressivement et le défrichement des terres s'accentue. Des défricheurs aboutissent sur la Côte Saint-Laurent et s'établissent dans le voisinage des frères Descaries. Sans même attendre la signature officielle du traité de paix, les Sulpiciens accordent entre mars et septembre 1700 plus de dix-neuf concessions à ces nouveaux colons. Ce sont ces terres qui formeront le noyau du village de Saint-Laurent. Bernard Bleignier dit Jarry, né en 1679 à Limoges en France, reçoit la sienne le 5 avril 1700.
Un groupe de citoyens du petit centre urbain de la paroisse, appuyés par le curé Beaudet s'adressent à la législature de Québec pour obtenir un statut de ville. Leur requête est approuvée et le 27 février 1893, le centre du territoire de la paroisse est incorporé en municipalité et porte alors le nom de « Ville Saint-Laurent ». À cette époque, la terre de Bernard Bleignier finit par être héritée par Stanislas (dit) Jarry, père, issu de sa famille et maire du village de 1908 à 1909, qui la désignera ainsi. On ouvre en 1914 la première partie de la rue Jarry, entre les actuelles rues Fabre et Lajeunesse.

## Bâtiments remarquables et lieux de mémoire
- Le Parc Jarry
- La station de métro Jarry
- Centre justice et foi

## Source
- Tour toponymique Les stations de métro, Communauté urbaine de Montréal, 1989
- Les rues de Montréal : répertoire historique, 1995, Éditions du Méridien
- Site internet de la ville de Montréal, 1998-2009